# 三保忠夫
三保忠夫（みほ ただお、1945年- ）は、日本の国語学者。島根大学・神戸女子大学名誉教授。

## 略歴
島根県安来市生まれ。広島大学文学部文学科卒、1973年同大学院文学研究科国語学博士課程満期退学、2008年「日本語助数詞の歴史的研究」で広島大学文学博士。弘前大学人文学部講師、島根大学助教授をへて、教授、2008年名誉教授、神戸女子大学教授、2016年名誉教授。国語史が専門。妻の三保サト子（1948-）も国語学者・島根県立大学短期大学部名誉教授。

## 著書
- 『日本語助数詞の歴史的研究 近世書札礼を中心に』風間書房 2000
- 『木簡と正倉院文書における助数詞の研究』風間書房 2004
- 『古文書の国語学的研究』吉川弘文館 2004
- 『藤原明衡と雲州往来』笠間叢書 笠間書院 2006
- 『数え方の日本史』歴史文化ライブラリー 吉川弘文館 2006
- 『日本語の助数詞 研究と資料』風間書房 2010
- 『鷹書の研究 宮内庁書陵部蔵本を中心に』和泉書院 2016
- 『鷹狩と王朝文学』吉川弘文館 2018

### 共編
- 『雲州往来 享禄本 研究と総索引 本文・研究篇』三保サト子共編著. 和泉書院 1982
- 『雲州往来 享禄本 研究と総索引 索引篇』三保サト子共編著 (和泉書院索引叢書 1997
- 『雲州往来 享禄本 本文』三保サト子共編著 和泉書院 1997

## 論文
- <三保忠夫